# Edgar Bateman
Edgar Leon Bateman Jr. (11 de enero de 1929 - 18 de mayo de 2010) fue un baterista de jazz estadounidense. Primero grabó con Walt Dickerson y luego trabajaría con Eric Dolphy, Herbie Hancock y Booker Ervin. Su última grabación fue con Khan Jamal. No fumaba ni bebía alcohol y se decía que era consciente de su salud.  Tuvo fiebre reumática cuando era niño y era de San Luis. En San Luis, él y Oliver Nelson estaban juntos en la banda de la escuela secundaria. 

## Discografía

### Como acompañante
Con Walt Dickerson
- A Sense of Direction (New Jazz, 1961)
- Plays Unity (Audio Fidelity, 1964)
- Walt Dickerson 1976 (Whynot, 1976)
- Serendipity (SteepleChase, 1977)

Con otros
- Dave Burns, Dave Burns (Vanguardia, 1962)
- Ted Curson, Urge (Fontana, 1966)
- Orrin Evans, Blessed Ones (Criss Cross 2001)
- Khan Jamal, IImpressions of Coltrane (SteepleChase, 2009)
- John Handy, Jazz: John Handy III (Ruleta, 1962)
- Ken McIntyre, Way Way Out (Artistas Unidos, 1963)
- Jamaaladeen Tacuma, The Night of Chamber Music (Moers Music, 1993)